# Aulnoy-lez-Valenciennes
Aulnoy-lez-Valenciennes is een gemeente in het Franse Noorderdepartement (Frans: département du Nord) (regio Hauts-de-France). De gemeente maakt deel uit van het arrondissement Valenciennes. De gemeente ligt net ten zuiden van de stad Valenciennes. Aulnoy-lez-Valenciennes telde op 1 januari 2022 7.125 inwoners. Door de gemeente loopt het riviertje de Rhonelle.

## Geografie
De oppervlakte van Aulnoy-lez-Valenciennes bedroeg op 1 januari 2022 6,12 vierkante kilometer; de bevolkingsdichtheid was toen 1.164,2 inwoners per km².

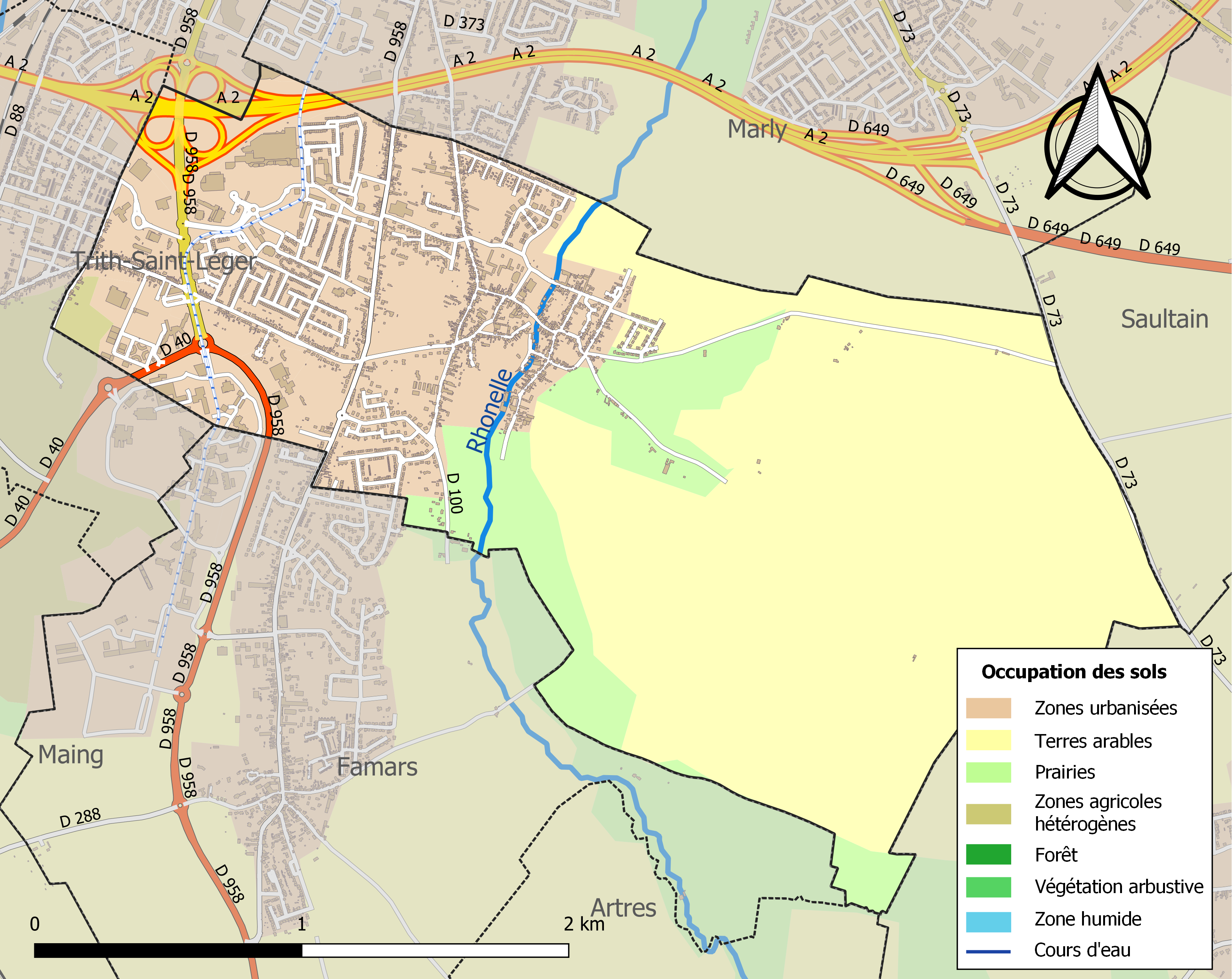
Kaart van de gemeente met belangrijkste infrastructuur, bodemgebruik en omliggende gemeenten

## Geschiedenis
De gemeente heette kortweg Aulnoy tot 1976, toen de naam gewijzigd werd in Aulnoy-lez-Valenciennes.

## Bezienswaardigheden
- De Église Saint-Martin
- Op de gemeentelijke begraafplaats van Aulnoy-lez-Valenciennes bevindt zich een Brits militair perk met 152 gesneuvelden uit de Eerste Wereldoorlog.

## Demografie
Onderstaande figuur toont het verloop van het inwonertal (bron: INSEE-tellingen).

## Verkeer en vervoer
Net ten noorden van Aulnoy loopt de snelweg A2/E19, die er een op- en afrit heeft.